# Die Wilden Hühner
Die Wilden Hühner ist eine Jugendbuchreihe von Cornelia Funke. Der erste Band erschien 1993.

## Entstehungsgeschichte
Auf ihrer Homepage beschreibt Autorin Cornelia Funke, dass sie nach dem Erfolg ihrer ersten Fantasy-Kinderbücher von ihrer Lektorin den Anstoß bekam, einmal ein Kinderbuch zu schreiben, „in dem weder Feen, Gespenster, Piraten oder sonst was vorkämen“. Obwohl Funke argwöhnte, dass ein solches Buch „furchtbar langweilig“ werden würde, leistete sie dieser Aufforderung Folge und erfand „Die Wilden Hühner“. Sie wurde dabei inspiriert von ihren eigenen Erfahrungen mit Hühnerzucht, formte diverse Figuren nach Personen, die sie aus ihrem eigenen Leben kennengelernt hatte. Geschichten über ihre eigene resolute Großmutter bildeten die Grundlage für Oma Slättberg, einen Charakter wie Melanie hatte Funke selbst kennengelernt und die Pygmäen entsprangen dem Namen einer Jungenbande, die einst ihren Ehemann gemobbt hatten; der Rest der Charaktere sei aber frei erfunden.
Im Extra-Teil der DVD zum Film Die Wilden Hühner und die Liebe kommentiert Funke die Entstehung weiter. Sie fügt hinzu, dass sie bewusst auf Geschichten verzichtete, in denen die Wilden Hühner Verbrecher jagten oder sonstige actionlastigen Dinge passierten; Funke wollte nur Ereignisse bringen, die jedem Mädchen passieren konnten.

## Handlung/Zusammenfassung
Die Freundinnen Sprotte und Frieda gründen zusammen mit ihren Klassenkameradinnen Trude und Melanie eine eigene Mädchenbande. Sprotte findet, dass man zusammen richtige Bandensachen machen kann wie sich Geheimschriften ausdenken, ein Bandenbuch führen – und sich gegen die Jungenbande der Klasse, die „Pygmäen“ behaupten. Der einzige Ort, an dem die Mädchen sich ungestört treffen können, ist der Hühnerstall auf dem Hof von Sprottes Oma Slättberg. Daraus entsteht der Bandenname „Die Wilden Hühner“ und ihr gemeinsames Erkennungszeichen, eine Hühnerfeder um den Hals. Das fünfte Bandenmitglied, Wilma, taucht erst am Anfang des zweiten Buchs zum ersten Mal auf und muss sich ihre Aufnahme in die Bande hart erkämpfen.
Während es anfangs vor allem darum geht, sich gegen die Streiche der „Pygmäen“ zu wehren oder eigene gegen die Jungen auszuhecken, so machen „Hühner“ und „Pygmäen“ im Lauf der Zeit zunehmend auch gemeinsame Sache, so dass aus den früheren Rivalen Freunde werden.

## Hauptfiguren
Die Wilden Hühner
- Charlotte Slättberg (* 9. Dezember), genannt Sprotte, ist die Anführerin und Gründerin der Wilden Hühner. Sie hat rote gelockte Haare und trägt hauptsächlich ihre Lieblingshose, eine Leopardenhose. Da ihre alleinerziehende Mutter als Taxifahrerin oft nicht zu Hause ist, ist Sprotte oft bei Oma Slättberg, der sie oft helfen muss, meistens bei der Gartenarbeit. Anfangs hält Sprotte nicht viel von Jungen, verliebt sich im Laufe der Zeit aber in Fred, einen der Pygmäen, mit dem sie schließlich zusammenkommt.
- Frieda Goldmann (* 23. Mai) ist Sprottes beste Freundin seit dem Kindergarten. Sie hat schwarze Haare und braune Augen. Außerdem hat Frieda, eine eher gelassene Person, oft Verständnis und Empathie für die Probleme ihrer Bandenmitglieder. Des Weiteren engagiert sie sich ehrenamtlich für die Kinderhilfsorganisation terre des hommes. Nachdem die ihn auf dem Reiterhof in „Die Wilden Hühner und das Glück der Erde“ kennengelernt hat, führt sie eine Wochenendbeziehung mit Maik.
- Trudhild Bogolowski (* 22. Oktober), besser bekannt als Trude, war vor der Gründung der Bande die größte Verehrerin der schönen Melanie, deren besten Freundin sie ist. Anfangs ist sie sehr von Melanie abhängig und beeinflusst, wird aber im Laufe der Zeit unabhängiger. Trude hat braune Haare und graue Augen und kämpft ständig mit Übergewicht. Ihr Vater überhäuft Trude wohl aus Gewissensbissen mit immer neuen Geschenken, wovon sich eines als sehr nützlich für die Bande der Hühner herausstellt. Trude ist eine sensible Person und nah am Wasser gebaut.
- Melanie Klupsch (* 3. April) wird von allen nur die ‚schöne Melanie’ oder ‚Mellie‘ genannt. Sie ist sehr eitel und gibt Unmengen an Geld für teure Kosmetikprodukte aus. Oft tut sie so, als wäre ihr alles gleichgültig und zeigt nicht ihre wahren Gefühle. In Wirklichkeit ist sie aber sehr auf ihren Ruf bedacht, was auch daran liegt, dass ihre Eltern eher arm sind, weil ihr Vater arbeitslos ist. Mit ihren blonden Haaren und blauen Augen hat Melanie bei Jungen viel Erfolg. Sie ist die erste, die schon einen festen Freund hat – Willi, einen der Pygmäen.
- Wilma Irrling (* 18. Juni) wird erst im zweiten Abenteuer ein Mitglied der Wilden Hühner. Sie kann die Jungen noch weniger ausstehen als Sprotte. Jedoch teilt sie Friedas Liebe fürs Theaterspielen. Wilmas Mutter kontrolliert ständig die schulischen Leistungen ihrer Tochter und schickt sie schon zur Nachhilfe, wenn sie mal keine Eins hat, weshalb die beiden ein eher kaltes Verhältnis haben. Wilma ist eine leidenschaftliche und begabte Spionin und liebt die Verwendung ihrer Wasserpistole, weshalb sie auch Pistolenhuhn genannt wird. In „Die Wilden Hühner und die Liebe“ verliebt sich Wilma in Leonie, die mit ihr in der Theatergruppe ist und es stellt sich heraus, dass sie lesbisch ist. Deswegen kommt es zum Streit mit Melanie, die droht die Bande zu verlassen, wenn Wilma das nicht tut. Die anderen Bandenmitglieder stehen aber zu Wilma und akzeptieren ihre Homosexualität.

Die Pygmäen
- Friedrich Baldewein (* 2. Juni), der immer nur Fred genannt wird, ist das Oberhaupt der Pygmäen. Fred hat leuchtend rotes Haar und gibt sich gern machohaft und lässig, tatsächlich aber ist er ein recht feinfühliger Kerl, der zu seinem Opa ein inniges Verhältnis hat und in Sprotte verliebt ist. Fred hält sich gerne im Baumhaus auf, dem Hauptquartier der Pygmäen. Er versteht viel von Gartenarbeit. Fred interessiert sich, wie alle Pygmäen, sehr für Fußball. Ihr gemeinsamer Lieblingsverein ist der BVB.
- Wilhelm Blödorn (* 6. Dezember) trägt den Spitznamen Willi, doch Wilma bezeichnet ihn auch gerne als Freds Leibwächter. Willi ist ein leicht aggressiver, oft mürrischer und schweigsamer Junge; sein Verhalten ist ein Resultat der strengen Erziehung seines Vaters, von dem er und seine Mutter geschlagen werden. Willi hat eine herzensgute Seele und steckt viel Zeit und Kraft in den Ausbau des Baumhauses. Willi ist schon lange mit Melanie zusammen. In „Die Wilden Hühner und die Liebe“ verlässt er sie jedoch für die drei Jahre ältere Nana.
- Stefan (Steve) Domaschke (* 9. Januar) ist ziemlich beleibt. Er übt eifrig Zauberkunststücke und arbeitet viel mit seinen Tarot-Karten, mit denen er die Zukunft voraussagen will. Zudem ist er ein Meister im Kochen. Steve spielt gerne Theater, weshalb er auch mit Wilma befreundet ist.
- Torsten Stubbe (* 9. August), genannt Torte, ist der kleinste der Pygmäen. Er übertreibt es ziemlich gerne mit seinen Witzen und ist in Frieda verliebt. Er will einmal Koch werden.

## Nebenfiguren
- Alma Slättberg, genannt Oma Slättberg, ist Sprottes Großmutter mütterlicherseits. Sie ist ziemlich bissig, überheblich und bevormundend, worunter Sprotte und auch Melanie zu leiden haben. Da Sprottes Mutter viel als Taxifahrerin arbeitet, muss Sprotte oft bei Oma Slättberg übernachten.
- Sybille Slättberg ist Sprottes allein erziehende Mutter und die Tochter von Alma Slättberg. Sie und Sprotte haben eine gute Beziehung, trotz Sprottes unverhohlener Kritik am Liebesleben ihrer Mutter. Als sich Sybille in den „Klugscheißer“ verliebt, verschlechtert sich das Verhältnis zu ihrer Tochter. Im Teil Die Wilden Hühner und das Leben wird Sybille schwanger von Sprottes Vater.
- Thorben Mossmann ist der „Klugscheißer“ und von Beruf Fahrlehrer. Er tritt im vierten Band in das Leben von Sprotte und ihrer Mutter. Sprotte kann ihn nicht ausstehen.
- Frau Sarah Rose ist die Klassenlehrerin der Wilden Hühner und Pygmäen. Sie besitzt eine erstaunliche Anzahl an Lippenstiften und gilt als streng und zimperlich.
- Herr Johannes Grünbaum ist der Biologielehrer der Wilden Hühner und Pygmäen. Er ist in Frau Rose verliebt.
- Herr Staubmann ist der Deutschlehrer der Wilden Hühner und Pygmäen. Er tritt im zweiten Band bei der Klassenfahrt auf.
- Mona ist eine Schulfreundin von Sprottes Mutter und die Leiterin des Reiterhofes, den die Wilden Hühner im vierten Band für eine Woche besuchen. Sie ist geschieden und hat zwei Kinder, Bess und Maik. Sie ist schwarzhaarig und durchsetzungsfähig.
- Bess und Maik sind Monas Kinder. Im vierten Band lernen die Wilden Hühner sie kennen. Bei Maiks Anblick bekommt Sprotte das erste Mal ein seltsames Gefühl in der Magengegend. Das legt sich dann aber wieder, als auch noch die Pygmäen auf dem Reiterhof auftauchen. Auch Frieda verliebt sich in Maik. Zwischen Maik und Frieda entwickelt sich tatsächlich etwas. Am Schluss kommen sie zusammen und führen eine Wochenendbeziehung.
- Die Wilden Küken tauchen im 4. Band auf. Diese Ferien-Bande wurde gegründet, nachdem auf dem Reiterhof herauskam, dass die Wilden Hühner eine Bande sind. Die Wilden Küken bestehen aus drei Mädchen, die etwas jünger sind als die Wilden Hühner: Lilli, Bob und Verena.
- Sprottes Vater Christian verließ Sybille, als Sprotte sechs Monate alt war. Er arbeitet als Fotograf und reist um die ganze Welt. Sein Auftauchen nach vielen Jahren sorgt für heftige Turbulenzen in Sprottes Leben.

## Die Reihe
Es gibt bisher sechs Bücher und einen Zusatzband von den Wilden Hühnern, die alle im Cecilie Dressler Verlag erschienen sind.
1. Die Wilden Hühner. Cecilie-Dressler-Verlag, Hamburg 2001, ISBN 3-7915-0445-2
  - als Hörbuch: Die Wilden Hühner. Jumbo Neue Medien, Hamburg 2006, ISBN 3-8337-1470-0 (1 CD)
  - Sprotte gründet gemeinsam mit ihrer besten Freundin Frieda, Trude und Melanie eine Bande, Die Wilden Hühner. Die Hühner verfeinden sich mit den Pygmäen und spielen sich gegenseitig Streiche. Aber bald wird den Hühnern klar, dass sie ein anderes Bandenquartier brauchen, da Oma Slättberg die andauernden Besuche zuwider sind, und sie die Mädchen immer wieder für die Feldarbeit einspannt.
2. Die Wilden Hühner auf Klassenfahrt. Cecilie-Dressler-Verlag, Hamburg 2005, ISBN 3-7915-0481-9.
  - als Hörbuch: Die Wilden Hühner auf Klassenfahrt. Jumbo Neue Medien, Hamburg 2006, ISBN 3-8337-1716-5 (2 CDs)
  - Eine Klassenfahrt führt Hühner und Pygmäen auf eine Nordseeinsel, wo ein geheimnisvoller Geist – Jap Lornsen, der böse Strandvoigt – sein Unwesen treiben soll. Jede Bande will zunächst für sich allein das Rätsel um die seltsamen Spukerscheinungen lösen, und zudem spioniert Wilma Irrling ständig hinter den Hühnern und Pygmäen her. Nach hartem Kampf kann Wilma die Mädchen für sich gewinnen und wird nun selbst zum Wilden Huhn. Doch erst, als Hühner und Pygmäen ihre Kräfte vereinen, kommen sie hinter das Geheimnis.
3. Die Wilden Hühner – Fuchsalarm! Cecilie-Dressler-Verlag, Hamburg 2006, ISBN 3-7915-0470-3.
  - als Hörbuch: Die Wilden Hühner – Fuchsalarm! Jumbo Neue Medien, Hamburg 2006, ISBN 3-89592-890-9 (3 CDs)
  - Höchste Alarmstufe – die Hühner sind in Gefahr! Sprottes Oma will die Fahnentiere der Bande schlachten und zu Suppe verarbeiten. Dies muss die Bande unter allen Umständen verhindern! Dafür schließen sie sogar Frieden mit den Pygmäen. Durch Trude bekommen die Hühner ein festes Bandenquartier samt Gehege für ihre gefiederten Schwestern. Schließlich müssen sie noch Willi helfen, der sich wegen seines Temperaments mal wieder in Schwierigkeiten gebracht hat.
4. Die Wilden Hühner und das Glück der Erde. Cecilie-Dressler-Verlag, Hamburg 2005, ISBN 3-7915-0483-5.
  - als Hörbuch: Die Wilden Hühner und das Glück der Erde. Jumbo Neue Medien, Hamburg 2005, ISBN 3-89592-631-0 (3 CDs)
  - Die Fünf fahren in den Ferien auf einen Reiterhof. Sprotte, Melanie und Trude reiten zum ersten Mal und finden Gefallen daran. Wilma und Frieda können schon reiten und machen Ausritte. Während drei kleine Gäste des Ferienhofes, die sich „Die Wilden Küken“ nennen, mit ihren Streichen für Wirbel auf dem Reiterhof sorgen, kommen für Frieda und Sprotte auch noch Herzensangelegenheiten in Form des hübschen Reitlehrers Maik hinzu. Richtig turbulent wird es, als auch noch die Pygmäen auf dem Reiterhof aufkreuzen.
5. Die Wilden Hühner und die Liebe. Cecilie-Dressler-Verlag, Hamburg 2007, ISBN 978-3-7915-0472-8.
  - als Hörbuch: Die Wilden Hühner und die Liebe. Jumbo Neue Medien, Hamburg 2007, ISBN 3-89592-845-3 (3 CDs)
  - Sprottes Mutter Sybille will heiraten. Für Sprotte wäre das eine Katastrophe – Und dann auch noch diesen Klugscheißer! Es muss eilig ein Plan her, der die Hochzeitspläne von Sprottes Mutter durchkreuzt! Auch Maik und Frieda setzen ihre Wochenend-Beziehung fort und Trude findet auf einer Party der Pygmäen in Steves Vetter Ramon einen Anbeter. Melanie dagegen ist am Boden zerstört, weil Willi sie für eine andere verlassen hat. Die Hühner geraten in eine Krise, als sie erfahren, dass Wilma sich in ein Mädchen verliebt hat. Da Melanie nichts mit einer solchen „Andersartigkeit“ zu tun haben will, steht die Bande vor einer harten Zerreißprobe.
6. Die Wilden Hühner und das Leben. Cecilie-Dressler-Verlag, Hamburg 2009 Buchadaption des gleichnamigen dritten Kino-Films um die Mädchenbande.

Die Wilden Hühner: Das Bandenbuch zum Mitmachen. Cecilie-Dressler-Verlag, Hamburg Die Mädchenbande führt ein „Bandenbuch“, in dem sie ihre Geheimschriften und -zeichen, ihre Abenteuer und sonst alles Wissenswerte festhalten. In diesem Buch erhält man einige Hintergrundinformationen über die beiden Banden. Zusätzlich sind Rätsel, Witze und viele Seiten zum Selbstausfüllen enthalten.

## Verfilmungen

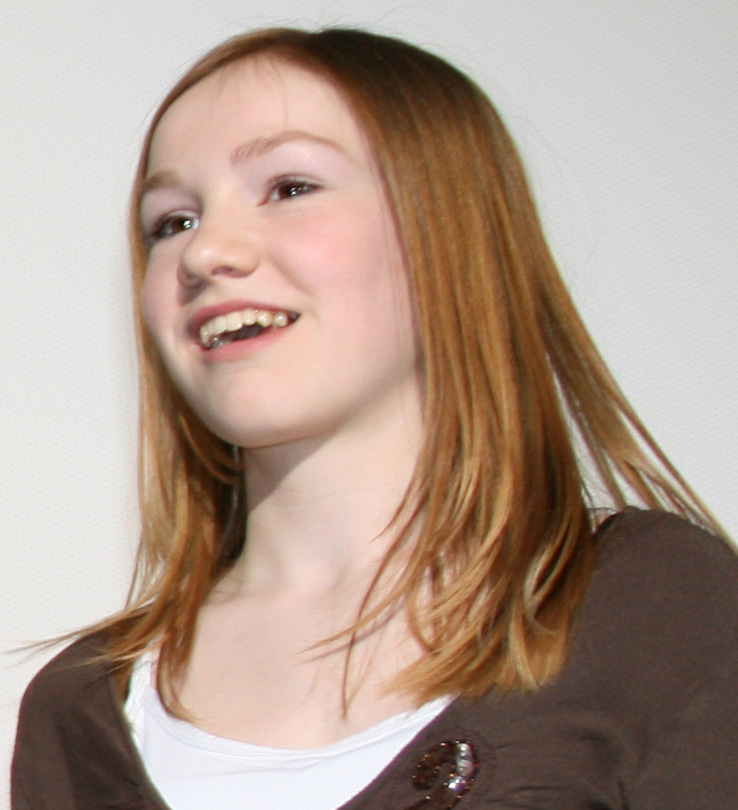
Michelle von Treuberg bei der Filmpremiere von „Die Wilden Hühner und die Liebe“ in München (April 2007).

Die Buchreihe wurde 2005 unter der Regie von Vivian Naefe verfilmt. Kinostart von Die Wilden Hühner war am 9. Februar 2006. Anders als der Titel es vermuten lässt, entspricht der Inhalt dieses Films weitestgehend dem dritten Band "Fuchsalarm".
Am 5. April 2007 kam der zweite Film Die Wilden Hühner und die Liebe ins Kino. Es spielen wieder dieselben Schauspieler mit: Michelle von Treuberg als Sprotte, Paula Riemann als Melanie, und Veronica Ferres als Sybille Neu. Dazu kommt Thomas Kretschmann als Sprottes Vater, sowie Wilmas (Jette Hering) Freundin Leonie (Svea Bein) und Friedas Freund Maik (Jannis Niewöhner). Der Inhalt entspricht weitestgehend dem gleichnamigen fünften Buch, nimmt aber in einigen Rückblenden auch Bezug auf die Ferien auf dem Reiterhof aus dem vierten Band.
Am 29. Januar 2009 startete ein dritter Film mit dem Titel Die Wilden Hühner und das Leben in den deutschen Kinos. Dieser Film nimmt das Motiv einer Klassenfahrt aus dem zweiten Buch auf, setzt dieses aber zeitlich nach den fünften, und eigentlich letzten Band, um den Filmen eine chronologische Handlungsreihe zu geben. Zudem werden „Die Wilden Küken“, welche im vierten Band auftraten neu in die Filmreihe eingeführt. Dies war vor allem als Einstieg für eine geplante TV-Serie, in der die jüngeren Darstellerinnen ihre Rollen als die "neuen Wilden Hühner" hätten fort führen sollen, gedacht. Das Projekt wurde nicht umgesetzt. 
Schriftsteller Thomas Schmid schrieb mit Genehmigung von Cornelia Funke eine Buchadaption des Filmstoffes, welcher nun als sechster Band der Buchreihe geführt wird. Für die Dreharbeiten musste die Darstellerin der Melanie, Paula Riemann, durch Sonja Gerhardt ersetzt werden, da Paula Riemann ein schulisches Auslandsjahr absolvierte, und nicht zur Verfügung stand.
Funke arbeitet an dem Drehbuch zu einem möglichen vierten Film der Reihe.

## Theaterbearbeitung
Im Jahr 2006 wurde der Band Die Wilden Hühner – Fuchsalarm als Bearbeitung des Regisseurs Jan Betge in einer für das Freilichttheater vom Verlag autorisierten Fassung auf die Bühne gebracht. Die Uraufführung fand am 4. Juni 2007 auf der Waldbühne Melle statt.
Im Jahr 2007 wurde eine von Cornelia Funke und dem Verlag autorisierte Fassung für das Theater uraufgeführt. Bearbeitung: Rainer Hertwig, Uraufführung von Stagecoach Theatre Arts Erlangen, einer Theaterschule für Kinder und Jugendliche. Das Theaterstück wurde als Musical konzipiert, die Musik wurde von David Rodríguez Garcés und Ariel Rodríguez Garcés komponiert. Es ist für Schultheatergruppen geeignet.